# Alderigi Maria Torriani
Alderigi Maria Torriani (Jacutinga, 13 de novembro de 1895 – Santa Rita de Caldas, 3 de outubro de 1977), foi um monsenhor da Arquidiocese de Pouso Alegre. É considerado servo de Deus pela Igreja Católica.

## Vida
Filho dos imigrantes italianos, Argia Argelini e Vicente Torriani. Depois de Alderigi, nasce Gíldepe, segunda filha do casal. Vieram mais oito filhos, mas infelizmente todos faleceram ainda pequenos. No décimo filho, sua mãe que se chamava no Brasil, Alzira, acaba falecendo no parto aos 39 anos de idade, junto com a criança. Seu pai casa-se pela segunda vez com Lavínia, que era babá de Alderigi e sua irmã. Desse casamento nasceram mais seis filhos. Em sua infância, Alderigi brincava de fazer presépios, altares e celebrar Missas. 
Em 1906, conseguiu com a ajuda de sua madrasta, a quem chamava de mãe, convencer seu pai a enviá-lo para o seminário. Seu pai, inicialmente era contrário à aquela ideia, de ele entrar no seminário e Alderigi diz: "Quero ser de Nosso Senhor".
Foi ordenado sacerdote no ano de 1920, sendo colocado então para exercer importantes funções em Pouso Alegre, como Vigário Cooperador na catedral e Diretor do Ginásio Diocesano no Colégio São José. Foi também nomeado vigário em Brazópolis, permanecendo apenas por alguns meses. Esteve ainda, por pouquíssimo tempo, à frente da paróquia de Camanducaia.

Em 1927, foi transferido para Santa Rita de Caldas, uma pequena cidade em Minas Gerais. Ali, ficou lembrado por sua alegria, tanto que uma vez uma de suas paroquianas disse-lhe: 
"Monsenhor, sorria ao ser fotografado!" (paroquiana anônima).
E ele respondeu: 
"A minha vida é um sorriso: sou pároco de Santa Rita de Caldas!" (Padre Alderigi).
Exerceu boa parte de seu ministério no Santuário Arquidiocesano de Santa Rita de Caldas, onde é lembrado pelo incentivo ao exame de consciência e ao Sacramento da Reconciliação. Chegava a ficar horas atendendo os muitos paroquianos e peregrinos que desejavam se confessar..
Além de exercer seu ministério religioso, era visto recebendo pessoas em situações difíceis. Graças a Deus conselhos, muitos fiéis sentiam-se confiantes para resolver seus problemas. Aos doentes da paróquia que lhe procuravam por falta de condições para comprar seus medicamentos, Alderigi comprava em seu nome e os distribuía. Além de medicamentos, também distribuía alimentos, demonstrando assim seu desapego aos bens materiais.. Quando os recursos lhe faltavam, em oração buscava sempre um meio para resolvê-lo, inesperadamente nunca faltando assim esses recursos.

### Falecimento
Conforme a idade avançava, Padre Alderigi não conseguia mais permanecer em pé, passando a exercer seus deveres sentando. Mesmo com tal limitação, não desanimou.
Com a piora de sua saúde, chegou a ser hospitalizado em Poços de Caldas, no entanto, logo obteve alta. No entanto, logo após sua chegada, teve uma piora em seu quadro de saúde, falecendo às 23h30min no dia 3 de outubro de 1977. Contava então com seus 82 anos de idade. Rapidamente, a notícia de sua morte gerou comoção na cidade. Foi sepultado na capela de São Miguel Arcanjo, no cemitério da cidade de Santa Rita de Caldas. Inúmeras pessoas estiveram presente em seu funeral.

## Processo de beatificação
Após sua morte, surgiram relatos de devotos que atestaram ter recebido graças após recorrer sua intercessão. Nisto, Dom Ricardo Pedro Chaves Pinto Filho, então Arcebispo de Pouso Alegre, iniciou o processo de beatificação de Monsenhor Alderigi, recebendo assim o título de servo de Deus..
. Atualmente, elabora-se o Positio acerca da vida e das virtudes do religioso.
O postulador desta causa é o Dr. Paolo Vilotta.

## Site oficial
O site alderigi.com.br, mantido pelos postuladores do processo de beatificação, disponibilizam um acervo com depoimentos e relatos de graças alcançadas pela intercessão de Monsenhor Alderigi.. Existe ainda um espaço para os devotos testemunharem seus pedidos alcançados.